# 基幹放送の業務に係る表現の自由享有基準に関する省令の認定放送持株会社の子会社に関する特例を定める省令
基幹放送の業務に係る表現の自由享有基準に関する省令の認定放送持株会社の子会社に関する特例を定める省令（きかんほうそうのぎょうむにかかるひょうげんのじゆうきょうゆうきじゅんにかんするしょうれいのにんていほうそうもちかぶかいしゃのこがいしゃにかんするとくれいをさだめるしょうれい）は、いわゆるマスメディア集中排除原則の認定放送持株会社に関する特例を規定していた総務省令である。

## 構成
第1条 目的
第2条 定義
第3条 認定放送持株会社であって総務省令で定めるもの
第4条 認定放送持株会社の子会社が行う地上基幹放送の業務に係る表現の自由享有基準の特例
第5条 認定放送持株会社の子会社が行う衛星基幹放送の業務に係る表現の自由享有基準の特例
第5条の2 認定放送持株会社の子会社が行う移動受信用地上基幹放送の業務に係る表現の自由享有基準の特例
第6条 支配関係の意味
第7条 準用
第8条 特別の関係
第9条 支配関係に該当する議決権の占める割合
第10条 支配関係に該当する役員の地位を兼ねる者の割合
第11条 審議機関の委員
附則

## 概要

### 沿革
2010年（平成22年）電波法改正によりマスメディア集中排除原則を規定していた第7条第2項第4号が削除された。
同時に放送法改正により第93条が追加され、第1項が「基幹放送の業務を行おうとする者（電波法の規定により当該基幹放送の業務に用いられる特定地上基幹放送局の免許を受けようとする者又は受けた者を除く。）は、次に掲げる要件のいずれにも該当することについて、総務大臣の認定を受けなければならない。」と、
同項第4号に「当該業務を行おうとする者が次のいずれにも該当しないこと。ただし、当該業務に係る放送の種類、放送対象地域その他の事項に照らして基幹放送による表現の自由ができるだけ多くの者によつて享有されることが妨げられないと認められる場合として総務省令で定める場合は、この限りでない。」と規定された。
マスメディア集中排除原則の根拠法が電波法から放送法に移行することとなる。
翌2011年（平成23年）に、これを受け基幹放送の業務に係る表現の自由享有基準に関する省令および本省令が制定され、6月30日に改正電波法・放送法とともに施行された。
同時に放送局に係る表現の自由享有基準および放送局に係る表現の自由享有基準の認定放送持株会社の子会社に関する特例を定める省令は廃止された。
2014年（平成26年）放送法改正により第2条第32号に支配関係が定義された。
基幹放送の業務に係る支配関係の定義が基幹放送の業務に係る表現の自由享有基準に関する省令から放送法に移行することになる。
翌2015年（平成27年）に、これを受け基幹放送の業務に係る特定役員及び支配関係の定義並びに表現の自由享有基準の特例に関する省令が制定され、4月1日に改正放送法とともに施行された。
同時に基幹放送の業務に係る表現の自由享有基準に関する省令および本省令は廃止された。
引用の促音の表記は原文ママ